# دن أوف جيك
دن أوف جيك (بالإنجليزية: Den of Geek)‏ (وتعني حرفياً: الطماطم الفاسدة) هو موقع ويب مقره الولايات المتحدة والمملكة المتحدة يغطي الترفيه مع التركيز على الثقافة الشعبية. كما يصدر الموقع مجلة نصف سنوية.
تأسست شركة دن أوف جيك في عام 2007 بواسطة سيمون برو في لندن. في عام 2012، قامت دوغ تيك إل إل سي بترخيص دن أوف جيك لأسواق أمريكا الشمالية، وافتتحت مكتبًا في مدينة نيويورك. في عام 2017، دخلت دينيس للنشر في اتفاقية مشروع مشترك مع دوغ تيك، إل إل سي.
في عام 2019، قامت دينيس للنشر بتجريد حصتها في دن أوف جيك وورلد ليمتد إلى دوغ تيك إل إل سي.

## الموقع الإلكتروني
ينشر دن أوف جيك الأخبار الترفيهية والمراجعات والمقابلات والميزات. يشرف على موقع دن أوف جيك لنسخة الولايات المتحدة رئيس التحرير مايك تشيني، بينما يتم تحرير النسخة البريطانية من الموقع بواسطة روزي فليتشر. ينتج دن أوف جيك أيضًا محتوى فيديو.

## النشر
تم تحرير النسخة المطبوعة بواسطة كريس لونغو. في عام 2017، تم إطلاق المجلة أيضًا في المملكة المتحدة.

## وصلات خارجية
- الموقع الرسمي

لم يتم العثور على روابط لمواقع التواصل الاجتماعي.